# 李綸 (正德進士)
李綸（1493年—？年），字正言，四川重慶府巴縣人，軍籍，治《詩經》，明朝政治人物。

## 生平
正德八年（1513年）癸酉科四川鄉試第六十七名舉人。正德十六年（1521年）中式辛巳科會試第一百十一名，登第三甲第一百七十五名進士。历官陕西澄城县、南直隶歙县知县。

## 家族
曾祖李朝信；祖父李榮，曾任義官；父李志仁，曾任通判。母王氏；繼母王氏。具庆下。